# Henry Mowbray
Henry Mowbray (* 5. September 1882 in Sydney, New South Wales, Australien als Harry E. Sweeney; † 9. Juli 1960 in Woodland Hills, Los Angeles, Kalifornien, Vereinigte Staaten) war ein australischer Schauspieler.

## Leben
Henry Mowbray wurde 1882 in Australien geboren. Seine Schauspielkarriere fand in den Vereinigten Staaten statt. Er spielte in den 1930er und 1940er Jahren in 30 Filmen mit, meist in Nebenrollen. 

## Filmografie
- 1919: The Stream of Life
- 1931: Fifty Fathoms Deep
- 1934: Ein Unbekannter mordet
- 1934: Jagd nach dem Glück
- 1934: Der bunte Schleier
- 1935: Goin’ to Town
- 1935: Ich tanz’ mich in dein Herz hinein
- 1935: Anna Karenina
- 1935: Here Comes Cookie
- 1935: Murder by Television
- 1935: Spione küßt man nicht
- 1935: A Feather in Her Hat
- 1936: The Leathernecks Have Landed
- 1936: Signale nach London
- 1937: Der Mord im Nebel
- 1937: In den Fesseln von Shangri-La
- 1937: Tanz mit mir
- 1937: Das große Rennen
- 1937: Schiffbruch der Seelen
- 1938: Der Freibeuter von Louisiana
- 1938: Entführt
- 1945: Jagd im Nebel
- 1946: Claudia and David
- 1946: Hier irrte Scotland Yard
- 1946: The Locket
- 1947: Die Unbesiegten
- 1947: Tabu der Gerechten
- 1949: Hold That Baby
- 1949: Schicksal in Wien